# Else Elster
Else Elster (Danzig, 22 de febrero de 1910-Günzburg, 28 de marzo de 1998) fue una actriz alemana. Llegó a tener una gran actividad profesional durante los años del régimen nazi, y a lo largo de su carrera participó en más de cuarenta películas.

## Biografía
Asistió al conservatorio de Viena y con posterioridad tomó clases de actuación con Ilka Grüning en Berlín. Su primera participación en una película fue en Die blonde Nachtigall (1930). 
Tuvo una gran actividad durante el periodo correspondiente a la República de Weimar y la Alemania nazi, llegando a participar en más de cuarenta películas. También trabajó como presentadora en la Fernsehsender «Paul Nipkow», la cadena de televisión de la Alemania nazi. Retirada de la vida pública, falleció en Günzburg en 1998.

## Filmografía
| - Die blonde Nachtigall (1930) - Der Herr auf Bestellung (1930) - Viktoria und ihr Husar (1931) - Purpur und Waschblau (1931) - Gesangverein Sorgenfrei (1931) - Ein süßes Geheimnis (1932) - Husarenliebe (1932) - Geheimnis des blauen Zimmers (1932) - Johann Strauss K.u.K. Hofballmusikdirektor/ Kaiserwalzer (1932) - Der Frechdachs (1932) - Eine wie Du (1932) - Friederike (1932) - Tod über Shanghai (1932) - Flucht nach Nizza (1932) - Drei von der Kavallerie (1932) - Seine erste Liebe (1933) - Alle machen mit (1933) - Hochzeit am Wolfgangsee (1933) - Der Kaiserjäger (1933) - Muß man sich gleich scheiden lassen (1933) - Wenn am Sonntagabend die Dorfmusik spielt (1933) | - In Sachen Timpe (1934) - Mach’ mich glücklich (1935) - Krach im Hinterhaus (1935) - Die letzte Fahrt der Santa Margareta (1936) - Das Veilchen vom Potsdamer Platz (1936) - Die Jugendsünde (1936) - Drei Mäderl um Schubert (1936) - Der Katzensteg (1937) - Es leuchten die Sterne (1938) - War es der im 3. Stock? (1938) - Skandal um den Hahn (1938) - Der Optimist (1938) - Wenn Männer verreisen (1939) - Hallo Janine (1939) - Der ungetreue Eckehart (1939) - Weltrekord im Seitensprung (1940) - El judío Süß (1940) - Liebe ist zollfrei (1941) - Fritze Bollmann wollte angeln (1943) - Nichts als Zufälle (1949) |